# Copa de Campeones de la Concacaf 2007
La Copa de Campeones de 2007 fue la cuadragésima segunda edición de la Copa de Campeones de la Concacaf, torneo de fútbol a nivel de clubes más importante de Norteamérica, Centroamérica y el Caribe organizado por la Concacaf. El torneo comenzó el 13 de febrero y culminó el 25 de abril de 2007
El campeón fue el Pachuca de México, al derrotar al Guadalajara también de México por penales. Gracias al título, obtuvo una plaza para representar a la confederación en la Copa Mundial de Clubes 2007.

## Equipos participantes
| País                     | Equipo                        | Clasificación                                                        |
| ------------------------ | ----------------------------- | -------------------------------------------------------------------- |
| México 2 cupos           | C.F. Pachuca C.D. Guadalajara | Campeón del Clausura 2006 Campeón del Apertura 2006                  |
| Estados Unidos 2 cupos   | Houston Dynamo D.C. United    | Campeón de la MLS Cup 2006 Campeón de la MLS Supporters' Shield 2006 |
| Costa Rica 1 cupo        | Puntarenas F.C.               | Campeón de la Copa Interclubes de la Uncaf 2006                      |
| Trinidad y Tobago 1 cupo | W Connection F.C.             | Campeón del Campeonato de Clubes de la CFU 2006                      |
| Honduras 1 cupo          | C.D. Olimpia                  | Subcampeón de la Copa Interclubes de la Uncaf 2006                   |
| Guatemala 1 cupo         | C.D. Marquense                | Tercer puesto de la Copa Interclubes de la Uncaf 2006                |

## Cuadro de desarrollo
|  | Cuartos de final                                                              | Cuartos de final                                                              | Cuartos de final                                                              | Cuartos de final                                                              |   |                | Semifinales                                               | Semifinales                                               | Semifinales                                               | Semifinales                                               |  |             | Final                                                  | Final                                                  | Final                                                  | Final                                                  |  |
|  | 13 al 22 de febrero de 2007 (ida) 28 de febrero y 1 de marzo de 2007 (vuelta) | 13 al 22 de febrero de 2007 (ida) 28 de febrero y 1 de marzo de 2007 (vuelta) | 13 al 22 de febrero de 2007 (ida) 28 de febrero y 1 de marzo de 2007 (vuelta) | 13 al 22 de febrero de 2007 (ida) 28 de febrero y 1 de marzo de 2007 (vuelta) |   |                | 15 de marzo de 2007 (ida) 3 y 5 de abril de 2007 (vuelta) | 15 de marzo de 2007 (ida) 3 y 5 de abril de 2007 (vuelta) | 15 de marzo de 2007 (ida) 3 y 5 de abril de 2007 (vuelta) | 15 de marzo de 2007 (ida) 3 y 5 de abril de 2007 (vuelta) |  |             | 18 de abril de 2007 (ida) 25 de abril de 2007 (vuelta) | 18 de abril de 2007 (ida) 25 de abril de 2007 (vuelta) | 18 de abril de 2007 (ida) 25 de abril de 2007 (vuelta) | 18 de abril de 2007 (ida) 25 de abril de 2007 (vuelta) |  |
|  |                                                                               |                                                                               |                                                                               |                                                                               |   |                |                                                           |                                                           |                                                           |                                                           |  |             |                                                        |                                                        |                                                        |                                                        |  |
|  |                                                                               |                                                                               |                                                                               |                                                                               |   |                |                                                           |                                                           |                                                           |                                                           |  |             |                                                        |                                                        |                                                        |                                                        |  |
|  | W Connection                                                                  | 2                                                                             | 0                                                                             | 2                                                                             |   |                |                                                           |                                                           |                                                           |                                                           |  |             |                                                        |                                                        |                                                        |                                                        |  |
|  | W Connection                                                                  | 2                                                                             | 0                                                                             | 2                                                                             |   |                |                                                           |                                                           |                                                           |                                                           |  |             |                                                        |                                                        |                                                        |                                                        |  |
|  | Guadalajara                                                                   | 1                                                                             | 3                                                                             | 4                                                                             |   |                |                                                           |                                                           |                                                           |                                                           |  |             |                                                        |                                                        |                                                        |                                                        |  |
|  | Guadalajara                                                                   | 1                                                                             | 3                                                                             | 4                                                                             |   | Guadalajara    | 1                                                         | 2                                                         | 3                                                         |                                                           |  |             |                                                        |                                                        |                                                        |                                                        |  |
|  |                                                                               |                                                                               |                                                                               |                                                                               |   | Guadalajara    | 1                                                         | 2                                                         | 3                                                         |                                                           |  |             |                                                        |                                                        |                                                        |                                                        |  |
|  |                                                                               |                                                                               | D.C. United                                                                   | 1                                                                             | 1 | 2              |                                                           |                                                           |                                                           |                                                           |  |             |                                                        |                                                        |                                                        |                                                        |  |
|  | Olimpia                                                                       | 1                                                                             | D.C. United                                                                   | 1                                                                             | 1 | 2              | 2                                                         | 3                                                         |                                                           |                                                           |  |             |                                                        |                                                        |                                                        |                                                        |  |
|  | Olimpia                                                                       | 1                                                                             |                                                                               |                                                                               |   |                |                                                           |                                                           |                                                           |                                                           |  |             |                                                        |                                                        |                                                        |                                                        |  |
|  | D.C. United                                                                   | 4                                                                             | 3                                                                             | 7                                                                             |   |                |                                                           |                                                           |                                                           |                                                           |  |             |                                                        |                                                        |                                                        |                                                        |  |
|  | D.C. United                                                                   | 4                                                                             | 3                                                                             | 7                                                                             |   |                |                                                           |                                                           |                                                           |                                                           |  | Guadalajara | 2                                                      | 0                                                      | 2 (6)                                                  |                                                        |  |
|  |                                                                               |                                                                               |                                                                               |                                                                               |   |                |                                                           |                                                           |                                                           |                                                           |  | Guadalajara | 2                                                      | 0                                                      | 2 (6)                                                  |                                                        |  |
|  |                                                                               |                                                                               | Pachuca (p.)                                                                  | 2                                                                             | 0 | 2 (7)          |                                                           |                                                           |                                                           |                                                           |  |             |                                                        |                                                        |                                                        |                                                        |  |
|  | Puntarenas                                                                    | 1                                                                             | Pachuca (p.)                                                                  | 2                                                                             | 0 | 2 (7)          | 0                                                         | 1                                                         |                                                           |                                                           |  |             |                                                        |                                                        |                                                        |                                                        |  |
|  | Puntarenas                                                                    | 1                                                                             |                                                                               |                                                                               |   |                |                                                           |                                                           |                                                           |                                                           |  |             |                                                        |                                                        |                                                        |                                                        |  |
|  | Houston Dynamo                                                                | 0                                                                             | 2                                                                             | 2                                                                             |   |                |                                                           |                                                           |                                                           |                                                           |  |             |                                                        |                                                        |                                                        |                                                        |  |
|  | Houston Dynamo                                                                | 0                                                                             | 2                                                                             | 2                                                                             |   | Houston Dynamo | 2                                                         | 2                                                         | 4                                                         |                                                           |  |             |                                                        |                                                        |                                                        |                                                        |  |
|  |                                                                               |                                                                               |                                                                               |                                                                               |   | Houston Dynamo | 2                                                         | 2                                                         | 4                                                         |                                                           |  |             |                                                        |                                                        |                                                        |                                                        |  |
|  |                                                                               |                                                                               | Pachuca (pró.)                                                                | 0                                                                             | 5 | 5              |                                                           |                                                           |                                                           |                                                           |  |             |                                                        |                                                        |                                                        |                                                        |  |
|  | Pachuca                                                                       | 2                                                                             | Pachuca (pró.)                                                                | 0                                                                             | 5 | 5              | 1                                                         | 3                                                         |                                                           |                                                           |  |             |                                                        |                                                        |                                                        |                                                        |  |
|  | Pachuca                                                                       | 2                                                                             |                                                                               |                                                                               |   |                |                                                           |                                                           |                                                           |                                                           |  |             |                                                        |                                                        |                                                        |                                                        |  |
|  | Marquense                                                                     | 0                                                                             | 0                                                                             | 0                                                                             |   |                |                                                           |                                                           |                                                           |                                                           |  |             |                                                        |                                                        |                                                        |                                                        |  |
|  | Marquense                                                                     | 0                                                                             | 0                                                                             | 0                                                                             |   |                |                                                           |                                                           |                                                           |                                                           |  |             |                                                        |                                                        |                                                        |                                                        |  |
|  |                                                                               |                                                                               |                                                                               |                                                                               |   |                |                                                           |                                                           |                                                           |                                                           |  |             |                                                        |                                                        |                                                        |                                                        |  |

### Cuartos de final
| 13 de febrero de 2007 | W Connection                         | 2:1 (0:0) | Guadalajara    | Estadio Hasely Crawford, Puerto España |                               |
|                       | Earl Jean 80' · Jose Luiz Seabra 87' |           | Omar Bravo 61' | Árbitro(s): Courtney Campbell          | Árbitro(s): Courtney Campbell |

| 28 de febrero de 2007 | Guadalajara                                  | 3:0 (1:0) | W Connection | Estadio Jalisco, Guadalajara |                         |
|                       | Sergio Santana 20' 46' · Adolfo Bautista 74' |           |              | Árbitro(s): José Pineda      | Árbitro(s): José Pineda |

| 21 de febrero de 2007 | Olimpia          | 1:4 (1:2) | D.C. United                                                      | Estadio Nacional de Tegucigalpa, Tegucigalpa |                         |
|                       | Juan Cárcamo 36' |           | Christian Gómez 29' 60' · Luciano Emilio 44' · Facundo Erpen 83' | Árbitro(s): Jorge Gasso                      | Árbitro(s): Jorge Gasso |

| 1 de marzo de 2007 | D.C. United                                         | 3:2 (1:1) | Olimpia                                             | Estadio Robert F. Kennedy, Washington D. C. |                              |
|                    | Luciano Emilio 37' 83' · Christian Gómez 48' (pen.) |           | Hendry Thomas 39' (pen.) · José Mauricio Pacini 76' | Árbitro(s): Mauricio Navarro                | Árbitro(s): Mauricio Navarro |

| 21 de febrero de 2007 | Puntarenas         | 1:0 (0:0) | Houston Dynamo | Estadio Lito Pérez, Puntarenas |                              |
|                       | Kurt Bernard 90+1' |           |                | Árbitro(s): Germán Arredondo   | Árbitro(s): Germán Arredondo |

| 1 de marzo de 2007 | Houston Dynamo                     | 2:0 (1:0) | Puntarenas | Estadio NRG, Houston          |                               |
|                    | Paul Dalglish 27' · Kelly Gray 74' |           |            | Árbitro(s): Armando Archundia | Árbitro(s): Armando Archundia |

| 22 de febrero de 2007 | Pachuca                                    | 2:0 (1:0) | Marquense | Estadio Hidalgo, Pachuca de Soto |                             |
|                       | Damián Álvarez 12' · Gabriel Caballero 57' |           |           | Árbitro(s): Edgar Rodríguez      | Árbitro(s): Edgar Rodríguez |

| 28 de febrero de 2007 | Marquense | 0:1 (0:1) | Pachuca               | Estadio Marquesa de Ensenada, San Marcos |                            |
|                       |           |           | Luis Ángel Landín 16' | Árbitro(s): Ricardo Zelaya               | Árbitro(s): Ricardo Zelaya |

### Semifinal
| 15 de marzo de 2007 | D.C. United          | 1:1 (0:0) | Guadalajara    | Estadio Robert F. Kennedy, Washington D. C. |                             |
|                     | Luciano Emilio 90+1' |           | Omar Bravo 63' | Árbitro(s): Silviu Petrescu                 | Árbitro(s): Silviu Petrescu |

| 3 de abril de 2007 | Guadalajara                              | 2:1 (1:1) | D.C. United      | Estadio Jalisco, Guadalajara |                            |
|                    | Adolfo Bautista 42' · Gonzalo Pineda 51' |           | Jaime Moreno 36' | Árbitro(s): Roberto Moreno   | Árbitro(s): Roberto Moreno |

| 15 de marzo de 2007 | Houston Dynamo                          | 2:0 (0:0) | Pachuca | Estadio NRG, Houston    |                         |
|                     | Brian Ching 57' · Chris Wondolowski 84' |           |         | Árbitro(s): Neal Brizan | Árbitro(s): Neal Brizan |

| 5 de abril de 2007 | Pachuca                                                                 | 5:2 (4:2, 2:0) (1:0 t. s.) | Houston Dynamo                     | Estadio Hidalgo, Pachuca de Soto |                              |
|                    | Christian Giménez 15' (pen.) 58' (pen.) 105' · Gabriel Caballero 4' 85' |                            | Brian Mullan 53' · Brian Ching 79' | Árbitro(s): Mauricio Navarro     | Árbitro(s): Mauricio Navarro |

### Final

#### Ida
| 18 de abril de 2007, 20:30 | Guadalajara        | 2:2 (1:1) | Pachuca                                    | Estadio Jalisco, Guadalajara                                 |                                                              |
|                            | Omar Bravo 44' 67' |           | Juan Carlos Cacho 21' · Marvin Cabrera 82' | Asistencia: 40,000 espectadores Árbitro(s): Germán Arredondo | Asistencia: 40,000 espectadores Árbitro(s): Germán Arredondo |

#### Vuelta
| 25 de abril de 2007, 20:10 | Pachuca | 0:0 (t. s.)(7:6 p.)        | Guadalajara | Estadio Hidalgo, Pachuca de Soto                              |  |
|                            | |                            | | Asistencia: 30,000 espectadores Árbitro(s): Armando Archundia |  |
|                            | | Tiros desde el punto penal | |                                                               |  |
|                            | - Christian Giménez - Andrés Chitiva - Fernando Salazar - Damián Álvarez - Carlos Gerardo Rodríguez - Leobardo López - Luis Ángel Landín |                            | - Omar Bravo - Gonzalo Pineda - Diego Alfonso Martínez - Omar Esparza - Edgar Mejía - Jonny Magallón - Alberto Medina |                                                               |  |

| Bandera de México         |
| Campeón Pachuca 2° título |

## Goleadores
| Jugador           | Equipo      | Goles |
| ----------------- | ----------- | ----- |
| Luciano Emilio    | D.C. United | 4     |
| Omar Bravo        | Guadalajara | 4     |
| Christian Giménez | Pachuca     | 3     |
| Christian Gómez   | D.C. United | 3     |